# Tlaltenango (Puebla)
Tlaltenango es una localidad del estado mexicano de Puebla. Es cabecera del municipio de Tlaltenango.

## Demografía
| Gráfica de evolución demográfica |
|                                  |

| Censo | Población |
| ----- | --------- |
| 1900  | 1 265     |
| 1910  | 1 410     |
| 1921  | 1 617     |
| 1930  | 1 850     |
| 1940  | 1 938     |
| 1950  | 2 209     |
| 1960  | 2 478     |
| 1970  | 2 771     |
| 1980  | 3 674     |
| 1990  | 4 338     |
| 1995  | 5 054     |
| 2000  | 5 340     |
| 2005  | 5 627     |
| 2010  | 5 995     |
| 2020  | 7 084     |